# کیسه‌موش گینه نو
کیسه‌موش گینه نو (نام علمی: Planigale novaeguineae) نام یک گونه از سرده کیسه‌موش‌ها است.